# 費德·阿瓦雷茲
費德瑞科·阿瓦雷茲（西班牙語：Federico Alvarez，1978年2月9日—）或簡稱費德·阿瓦雷茲（西班牙語：Fede Alvarez），烏拉圭男導演、編劇、製片人和剪輯師。著名作品如電影《屍變》（2013年）和《暫時停止呼吸》（2016年）。

## 作品列表

### 電影
- 2001：《Los Pocillos》（短片；導演和剪輯師）
- 2003：《El Último Alevare》（短片；導演、編劇和剪輯師）
- 2005：《El Cojonudo》（短片；導演、編劇、監製和剪輯師）
- 2009：《恐怖發作（英语：Ataque de Pánico!）》（短片；導演、編劇、監製和剪輯師）[1]
- 2013：《屍變》（導演和編劇）
- 2016：《暫時停止呼吸》（導演、編劇和監製）
- 2017：《La peste》（短片；作曲家）
- 2018：《蜘蛛網中的女孩》（導演和編劇）
- 2021：《暫時停止呼吸2》（編劇和監製）
- 2022：《德州電鋸殺人狂2022》（編劇和監製）[2][3][4]
- 2024：《異形：羅穆路斯》（導演和編劇）

### 電視
- 2014：《惡夜追殺令：電視版（英语：From Dusk till Dawn: The Series）》（導演；1集）
- 2021：《骇人来电》（導演和編劇；9集）

## 外部連結
- 費德·阿瓦雷茲在互联网电影资料库（IMDb）上的資料（英文）